# Ptychostomum imbricatulum
Ptychostomum imbricatulum là một loài Rêu trong họ Bryaceae. Loài này được (Müll. Hal.) D. T. Holyoak & N. Pedersen mô tả khoa học đầu tiên năm 2007.